# 토미 루케세

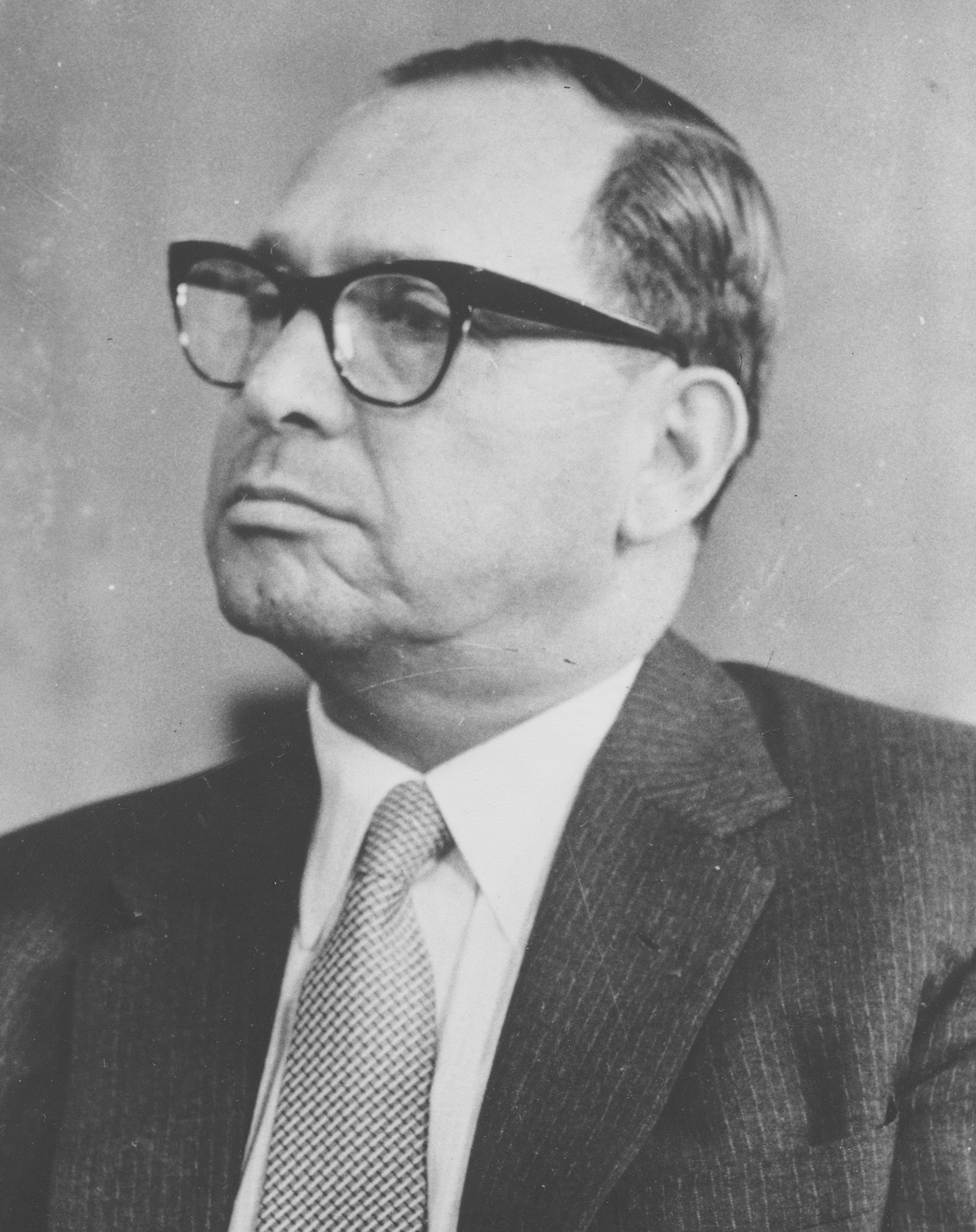

토미 루케세(Tommy Lucchese, 본명: Thomas Gaetano Lucchese, Gaetano Lucchese, 이탈리아어: [ɡaeˈtaːno lukˈkeːse], 1899년 12월 1일 – 1967년 7월 13일, 별명 "Tommy", "Thomas Luckese", "Tommy Brown" 또는 "Tommy Three-Finger Brown")은 이탈리아계 미국인 갱스터이자 시칠리아의 코사 노스트라 출신의 미국 마피아의 창립 멤버였다. 1951년부터 1967년까지 뉴욕시 조직범죄를 지배하는 다섯 가문 중 하나인 루케세 범죄 가문의 우두머리였다.